# Arlindo Cruz
Arlindo Domingos da Cruz Filho OMC (Rio de Janeiro, 14 de setembro de 1958 – Rio de Janeiro, 8 de agosto de 2025) foi um cantor, compositor e músico brasileiro. Em trinta e seis anos de carreira lançou vinte e três álbuns, sendo nove enquanto integrante do Fundo de Quintal, cinco em parceria com o sambista Sombrinha e nove em carreira solo.
Irmão do também compositor Acyr Marques, Cruz iniciou sua carreira em 1981 em rodas de samba do Cacique de Ramos, ao lado de artistas como Jorge Aragão, Beto sem Braço e Almir Guineto. Seus trabalhos como compositor, primeiro meio artístico no qual esteve, tornaram-no célebre por terem sido gravadas por diversos artistas na década de 1990. Com o tempo, passou a cantar as próprias composições, e ficou ainda mais conhecido quando entrou para o grupo Fundo de Quintal. Em 1993, deixa o grupo e dá início à carreira solo, destacando-se principalmente a partir do DVD MTV ao Vivo: Arlindo Cruz (2009), que venceu cem mil cópias.
Entre 1996 e 2002, em parceria com o músico Sombrinha, lançou cinco álbuns, e o primeiro, Da Música (1996), vendeu sessenta mil cópias. O último projeto artístico do cantor foi Pagode 2 Arlindos, feito em 2017 com o filho Arlindinho. Contudo, em março do mesmo ano, sofreu um acidente vascular cerebral hemorrágico que o manteve internado e causou complicações que paralisaram sua carreira artística. Desde então, Arlindo Cruz morava com seus familiares e vinha passando por diversos tratamentos para tentar reverter o quadro causado pela doença, contudo foi acometido por uma pneumonia e morreu em agosto de 2025.
Arlindo venceu mais de vinte e seis prêmios, incluindo o 26.º Prêmio da Música Brasileira, e é detentor de dezenove disputas de samba-enredo pelas escolas Império Serrano, Acadêmicos do Grande Rio, Unidos de Vila Isabel e Leão de Nova Iguaçu. Foi indicado ao Grammy Latino cinco vezes, sendo quatro na categoria Melhor Álbum de Samba/Pagode e um na categoria Melhor Canção em Língua Portuguesa.

## Primeiros anos
Arlindo nasceu às 8h10min de 14 de setembro de 1958 em Piedade no subúrbio do Rio de Janeiro, e criado em Madureira, filho de Aracy Marques da Cruz e Arlindo Domingos da Cruz, irmãos por parte de pai. O cantor teve seu primeiro contato com a música por meio de seus pais e seu tio; Aracy tocava pandeiro, Arlindo Domingos da Cruz tocava cavaquinho e o tio tocava violão. Aos sete anos, o menino ganhou o primeiro cavaquinho. Empolgado com o instrumento, esperava ansioso o pai chegar do trabalho para aprender a tocar. Aos doze já tirava muitas canções de ouvido e, como seu irmão Acyr Marques, aprendia violão.
Na juventude, entrou para a escola Flor do Méier, onde estudou teoria, solfejo e violão clássico por dois anos. E já nessa época começou a trabalhar profissionalmente como músico, fazendo rodas de samba com vários artistas, inclusive Candeia. Com ele, gravou seus primeiros discos, um compacto simples, pela gravadora Odeon, e um LP chamado Roda de Samba (hoje encontrado em CD). Em ambos tocou cavaquinho. Ao completar 15 anos foi estudar em Barbacena, Minas Gerais, na escola preparatória de Cadetes do Ar, mas não abandonou a música. Cantava no coral da escola. Ainda em Minas Gerais, ganhou festivais em Barbacena e Poços de Caldas.

## Carreira

### 1981–93: Início solo e Fundo de Quintal
Quando deixou a Aeronáutica, passou a frequentar a roda de samba do Cacique de Ramos. Ia todas as quartas-feiras, aprender ao lado de Jorge Aragão, Beth Carvalho, Beto sem Braço, Ubirany e Almir Guineto. Outros jovens seguiam o mesmo caminho, entre eles, Zeca Pagodinho e Sombrinha — que viria a ser seu parceiro. Logo no primeiro ano de Cacique, teve doze canções gravadas por vários intérpretes. A primeira delas foi "Lição de Malandragem". Depois vieram outros sucessos, como "Grande Erro" (Beth Carvalho), "Novo Amor" (Alcione) e outros.
Em 1981, Arlindo Cruz, já reconhecido como compositor, estreou como intérprete quando foi convidado a substituir o músico Jorge Aragão no grupo Fundo de Quintal. Permaneceu no grupo por doze anos, e neste período, gravou com muitos artistas do pagode e compôs várias canções para o conjunto, incluindo "Seja Sambista Também", "Só Pra Contrariar", "Castelo de Cera" e "O Mapa da Mina".

### 1993–2017: Carreira solo

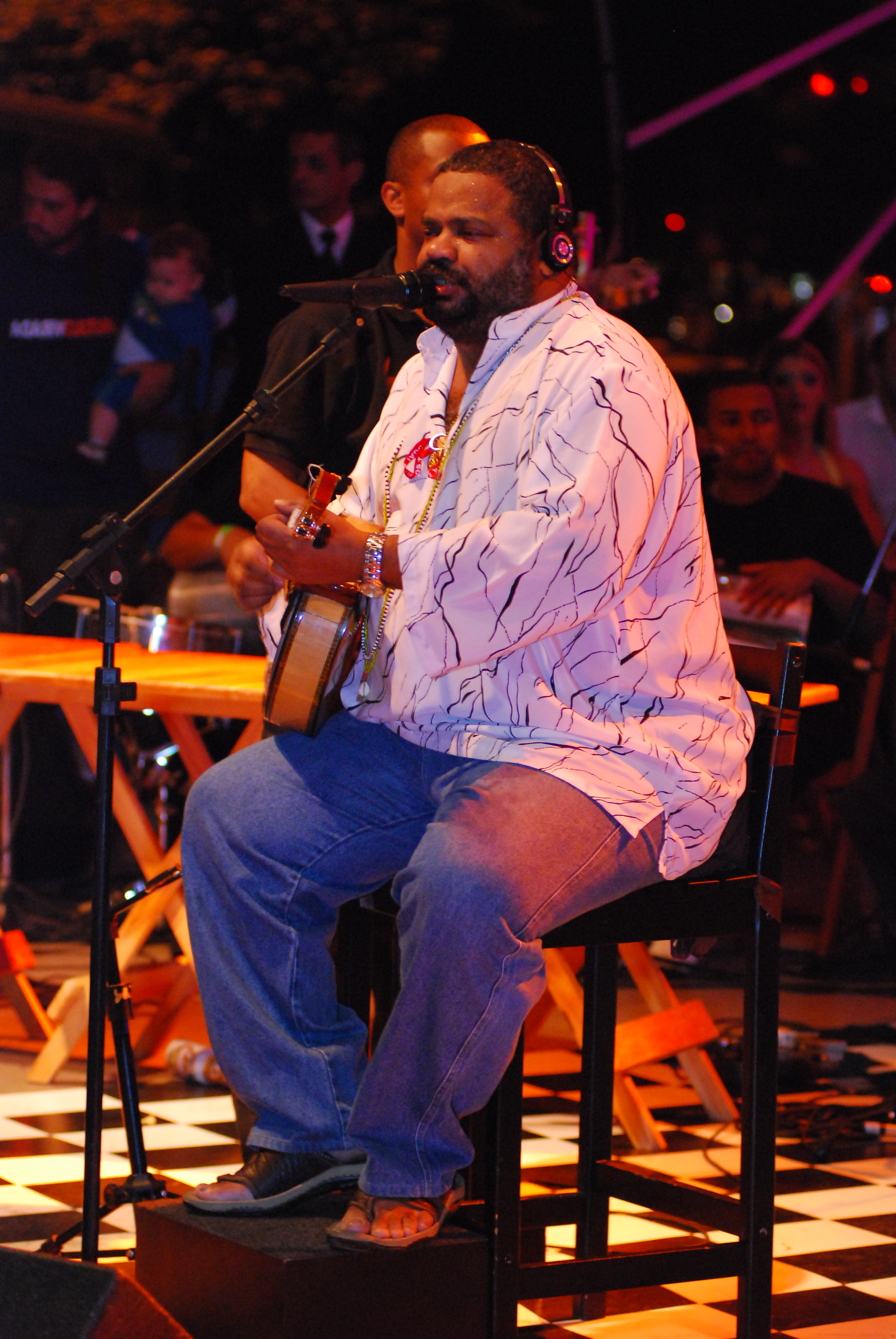
Cruz em 2008.

Em 1993, Arlindo sai do Fundo de Quintal para seguir carreira solo. No mesmo ano, Arlindinho, seu primeiro álbum solo, que contava com doze faixas, foi lançado pelo selo Line Records, produzido por Milton Manhães e disponibilizado nas lojas no formado de disco de vinil. O álbum Batuques do Meu Lugar, lançado em 2013, foi indicado à categoria de Melhor Álbum de Samba do Prêmio Contigo! MPB FM de Música 2013.
Em meados de 2009, é lançado o DVD e CD duplo MTV ao Vivo Arlindo Cruz (Deckdisc). Gravado em São Paulo, o projeto já era desejado por Arlindo Cruz desde sua participação no clipe de "Dor de Verdade" (de Marcelo D2) e a gravação do acústico do cantor Zeca Pagodinho. Arlindo ainda afirmou que, mesmo sabendo que a MTV não é uma emissora de música brasileira, ficou satisfeito com os resultados.
Em 2015, ganhou o 26º Prêmio da Música Brasileira na categoria Melhor Músico de Samba.

### 2017–2025: AVC e afastamento da carreira artística
Em 17 de março de 2017, o compositor sofre um acidente vascular cerebral. O estado de saúde do músico era grave, porém estável. O fato ocorreu quando Arlindo Cruz se preparava para viajar a São Paulo, onde faria um show na cidade de Osasco, com seu filho, no projeto "pagode 2 Arlindos". Três anos após a enfermidade, Arlindo voltou a falar algumas palavras, demonstrando uma melhora significativa de seu quadro inicial.
Em 14 de setembro de 2018, no dia do aniversário de sessenta anos de Arlindo, o filho do músico, Arlindinho, realizou uma apresentação especial no Vibra São Paulo (anteriormente chamado de Credicard Hall, Citibank) em São Paulo. O show teve participação especial de Xande de Pilares, Turma do Pagode, Leandro Lehar, Belo, Leci Brandão e outros.

## Vida pessoal
Arlindo casou-se em 2012 com a empresária e produtora Babi Cruz, com quem mantinha uma união desde 1996. Em maio de 2022, dez anos depois do matrimônio, fizeram a renovação dos votos para cerca de sessenta pessoas no Rio de Janeiro. O cantor era pai do músico Arlindo "Arlindinho" Domingos da Cruz Neto e de Flora Cruz. Embora nunca tenham se divorciado, em 2023, seis anos após Arlindo sofrer um AVC, sua esposa iniciou um relacionamento com André Caetano, a quem conheceu nas eleições gerais no Brasil em 2022. A decisão de Babi foi extremamente criticada e, após a morte do cantor, gerou especulações quanto a possibilidade de ela não ganhar a sua parte da herança em decorrência da relação extraconjugal.

### Saúde e morte
Em 17 de março de 2017, Arlindo Cruz sofreu um acidente vascular cerebral durante o banho e caiu sobre a banheira de sua casa. De acordo com sua esposa, o cantor pesava 140 kg e tinha péssimos hábitos, como alimentação ruim e uso de drogas, presente em sua vida desde a época de escola. Arlindo foi internado na Casa de Saúde São José e em maio de 2017, já havia perdido trinta quilos, além de ter a metade esquerda do corpo paralisada e se alimentar por sonda.  Em julho de 2018, recebeu alta e passou a se recuperar em casa. Em 2022, foi internado mais uma vez para passar por uma broncoscopia. Em julho de 2023, ficou internado por vinte e um dias para tratar uma pneumonia. Em abril de 2024, foi internado para tratar uma infecção respiratória, recebendo alta quinze dias depois. Desde 2022, Arlindo Cruz fazia um tratamento à base de óleo de cannabis.  Em 29 de maio de 2025, Arlindo foi internado no hospital Barra D'Or, no Rio de Janeiro, devido a um quadro de pneumonia, que era estável de acordo com sua esposa.
Arlindo morreu no Hospital Barra D'Or, no Rio de Janeiro, em 8 de agosto de 2025 aos 66 anos, de falência múltipla de órgãos em decorrência do AVC hemorrágico que sofreu em 2017 e de pneumonia. Seu gurufim foi marcado para o dia seguinte, na quadra do Império Serrano. Depois de sair em cortejo pelas ruas da cidade, o cantor foi sepultado no começo da tarde de 10 de agosto, no Cemitério Parque Jardim da Saudade em Sulacap.
Autoridades, instituições e artistas lamentarem a passagem de Arlindo. O presidente Lula afirmou ser Arlindo "em essência, o sambista perfeito". O prefeito do Rio de Janeiro Eduardo Paes decretou luto oficial na cidade e anunciou que o futuro Parque Piedade levará o nome de Arlindo Cruz. O Ministério da Cultura do Brasil, o Flamengo, o Cacique de Ramos, a Liga Independente das Escolas de Samba do Rio de Janeiro (LIESA) e Unidos de Vila Isabel, Vai-Vai, União da Ilha do Governador, Portela, Estação Primeira de Mangueira foram algumas agremiações que realizaram homenagens a Arlindo.

## Prêmios e indicações

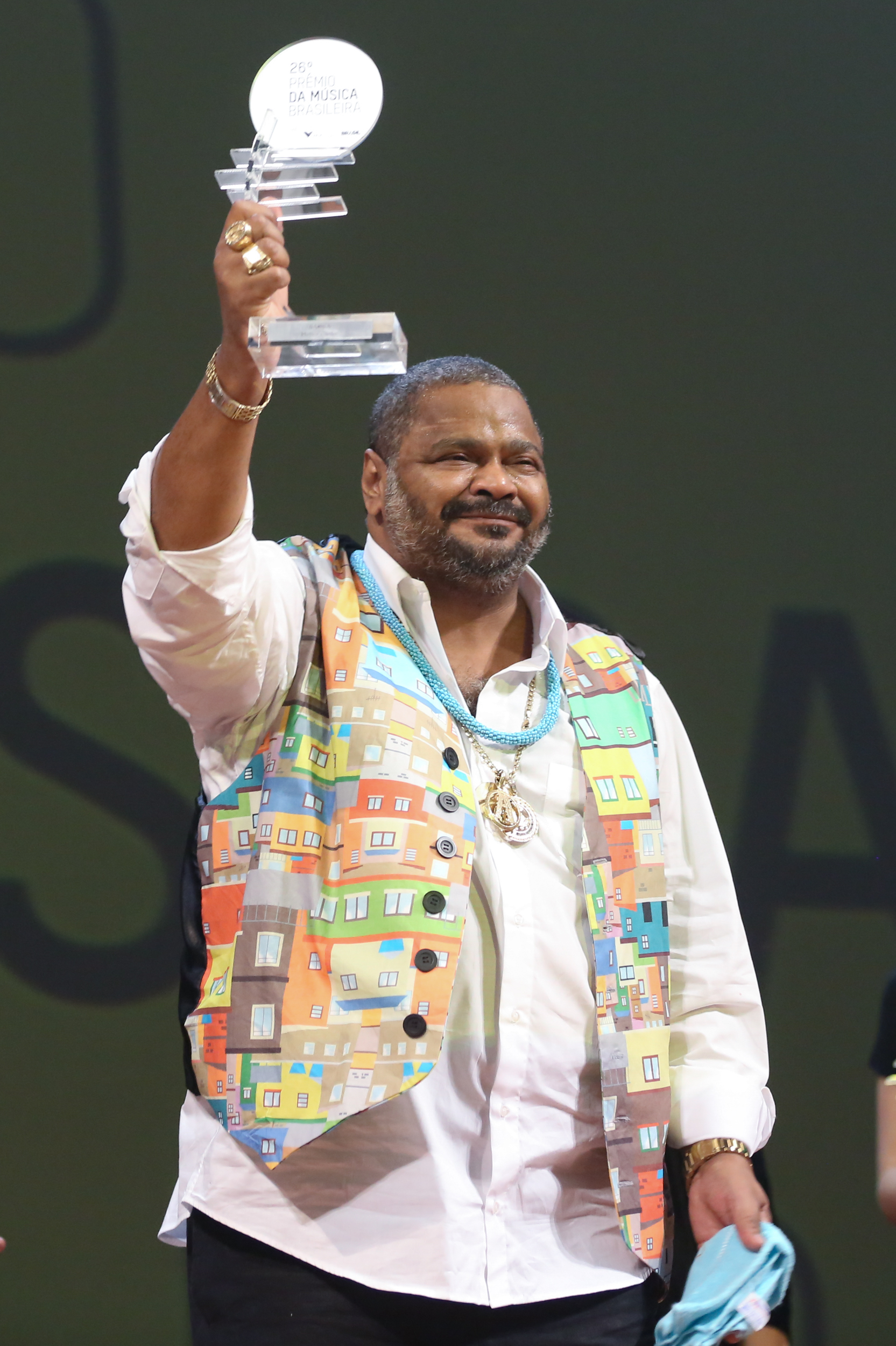
Arlindo Cruz no Prêmio da Música Brasileira de 2015.

Entre 2001 e 2016, Arlindo foi indicado a diversos prêmios e venceu vários deles. O cantor foi indicado cinco vezes ao Grammy Latino, não ganhando nenhuma. Em 2009, foi indicado ao MTV Video Music Brasil nas categorias de melhor show e melhor artista de samba. Foi também indicado ao Prêmio da Música Brasileira pela categoria de melhor cantor de samba duas vezes (2015 e 2016), das quais venceu a primeira. Arlindo Cruz venceu quatro vezes o prêmio Estandarte de Ouro, em 2001, 2006, 2012 e 2013.

## Discografia

### Carreira solo
- Arlindinho (1993)
- Pagode do Arlindo (2003)
- Sambista Perfeito (2007) (30.000)
- MTV ao Vivo: Arlindo Cruz (2009) (CD 100.000) (DVD 60.000)
- Batuques e Romances (2011) (30.000)
- Batuques do Meu Lugar (2012) (CD 25.000) (DVD 25.000)
- Herança Popular (2014) (20.000)
- Na Veia (com Rogê) (2015) (2.000)
- 2 Arlindos (com Arlindinho) (2017) (5.000)

### Com Sombrinha
- Da Música (1996) (60.000)
- Samba é nossa cara (1997)
- Pra ser Feliz (1998)
- Ao Vivo (2000)
- Hoje Tem Samba (2002)

### Com Fundo de Quintal
- Samba é No Fundo de Quintal Vol. 2 (1981)
- Nos Pagodes da Vida (1983)
- Seja Sambista Também (1984)
- Divina Luz (1985)
- O Mapa da Mina (1986)
- Do Fundo do Nosso Quintal (1987)
- O Show Tem Que Continuar (1988)
- Ciranda do Povo (1989)
- É Aí Que Quebra a Rocha (1991)

### Disputas de sambas de enredo
Entre 1989 e 2016, o cantor concorreu nas eliminatórias de samba enredo de várias escolas, principalmente de sua escola de samba preferida, o Império Serrano. A primeira vitória foi em 1989, no enredo Jorge Amado, Axé Brasil. Arlindo emplacou os hinos imperianos em 1996 e 1997, quando a escola acabou caiu para o Grupo de Acesso A. Arlindo ainda venceria na Serrinha em 1999, 2001 - samba que ganhou o Estandarte de Ouro do jornal O Globo, 2003, 2006 e 2007. Arlindo concorreu em 2008 pela primeira vez em outra escola. Ele venceu na Grande Rio no enredo Do Verde de Coari Vem Meu Gás, Sapucaí!. Desde que começou a disputar nas eliminatórias, Arlindo Cruz já venceu oito vezes. Além de ter ganho na Vila Isabel e de ter encomendado, duas vezes, na Leão de Nova Iguaçu.
| Ano  | Agremiação          | Título                                                                                         | Resultado | Ref.   |
| ---- | ------------------- | ---------------------------------------------------------------------------------------------- | --------- | ------ |
| 1989 | Império Serrano     | "Jorge Amado, Axé Brasil"                                                                      | Venceu    | [ 56 ] |
| 1993 | Império Serrano     | "Império Serrano, Um Ato de Amor"                                                              | Venceu    | [ 57 ] |
| 1996 | Império Serrano     | "E verás que um filho teu não foge à luta"                                                     | Venceu    | [ 58 ] |
| 1997 | Império Serrano     | "O mundo dos sonhos de Beto Carreiro"                                                          | Venceu    | [ 59 ] |
| 1999 | Império Serrano     | "Uma rua chamada Brasil"                                                                       | Venceu    | [ 60 ] |
| 2001 | Império Serrano     | "O Rio corre pro mar"                                                                          | Venceu    | [ 61 ] |
| 2003 | Império Serrano     | "E onde houver trevas... que se faça a luz!"                                                   | Venceu    | [ 62 ] |
| 2006 | Império Serrano     | "O Império do Divino"                                                                          | Venceu    | [ 63 ] |
| 2007 | Império Serrano     | "Ser Diferente é Normal - O Império Serrano Faz a Diferença no Carnaval"                       | Venceu    | [ 64 ] |
| 2008 | Grande Rio          | "Do verde de Coarí, vem meu gás, Sapucaí!"                                                     | Venceu    | [ 65 ] |
| 2010 | Grande Rio          | "Das arquibancadas ao camarote número 1, uma Grande Rio de emoção, na Apoteose do seu coração" | Venceu    | [ 66 ] |
| 2012 | Império Serrano     | "Dona Ivone Lara: O enredo do meu samba"                                                       | Venceu    | [ 67 ] |
| 2012 | Vila Isabel         | "Você Samba lá...que eu sambo cá! O canto livre de Angola"                                     | Venceu    | [ 68 ] |
| 2013 | Vila Isabel         | "A Vila canta o Brasil, celeiro do mundo - "Água no feijão que chegou mais um""                | Venceu    | [ 69 ] |
| 2013 | Leão de Nova Iguaçu | "Filho de mestre... Mestre Andrezinho é a eterna estrela do samba"                             | Venceu    | [ 70 ] |
| 2014 | Vila Isabel         | "Retratos de um Brasil plural"                                                                 | Venceu    | [ 71 ] |
| 2014 | Leão de Nova Iguaçu | "Quero ver quem não vai se embalar... Babi Cruz, A verdadeira majestade da passarela!"         | Venceu    | [ 72 ] |
| 2015 | Império Serrano     | "Poemas aos peregrinos da fé"                                                                  | Venceu    | [ 73 ] |
| 2016 | Império Serrano     | "Silas canta Serrinha"                                                                         | Venceu    | [ 74 ] |